# SummerSlam 1995
SummerSlam (1995) was een professioneel worstel-pay-per-view (PPV) evenement dat georganiseerd werd door de World Wrestling Federation (WWF, nu WWE). Het was de 9e editie van SummerSlam en vond plaats op 27 augustus 1995 in het Pittsburgh Civic Arena in Pittsburgh, Pennsylvania.

## Matches
| Nr. | Match | Winnaar(s)        | Opmerkingen                                                   | Bron  |
| --- | --- | ----------------- | ------------------------------------------------------------- | ----- |
| 1   | Hakushi vs. The 1–2–3 Kid                                                                                  | Hakushi           | Eén-op-één match.                                             | [ 2 ] |
| 2   | Hunter Hearst Helmsley vs. Bob Holly                                                                       | HHH               | Eén-op-één match.                                             | [ 2 ] |
| 3   | The Smoking Gunns (Billy Gunn & Bart Gunn) vs. The Blu Brothers (Jacob Blu & Eli Blu) (met Uncle Zebekiah) | The Smoking Gunns | Tag Team match.                                               | [ 2 ] |
| 4   | Barry Horowitz vs. Skip (met Sunny)                                                                        | Barry Horowitz    | Eén-op-één match.                                             | [ 2 ] |
| 5   | Bertha Faye (met Harvey Wippleman) vs. Alundra Blayze (c)                                                  | Bertha Faye (nc)  | Eén-op-één match voor het WWF Women's Championship.           | [ 2 ] |
| 6   | The Undertaker (met Paul Bearer) vs. Kama (met Ted DiBiase)                                                | The Undertaker    | Casket match.                                                 | [ 2 ] |
| 7   | Bret Hart vs. Isaac Yankem, DDS                                                                            | Bret Hart         | Eén-op-één match. Hart won door diskwalificatie.              | [ 2 ] |
| 8   | Shawn Michaels (c) vs. Razor Ramon                                                                         | Shawn Michaels    | Ladder match voor het WWF Intercontinental Championship.      | [ 2 ] |
| 9   | Diesel (c) vs. King Mabel (met Sir Mo)                                                                     | Diesel            | Eén-op-één match voor het WWF World Heavyweight Championship. | [ 2 ] |